# Samsung Galaxy Note 9
Il Samsung Galaxy Note 9 (stilizzato come Note9) è uno smartphone prodotto dalla Samsung, presentato a New York il 9 agosto 2018 durante il Samsung Galaxy Unpacked 2018 come successore del Samsung Galaxy Note 8. In Italia lo smartphone è disponibile al pubblico da venerdì 24 agosto 2018.

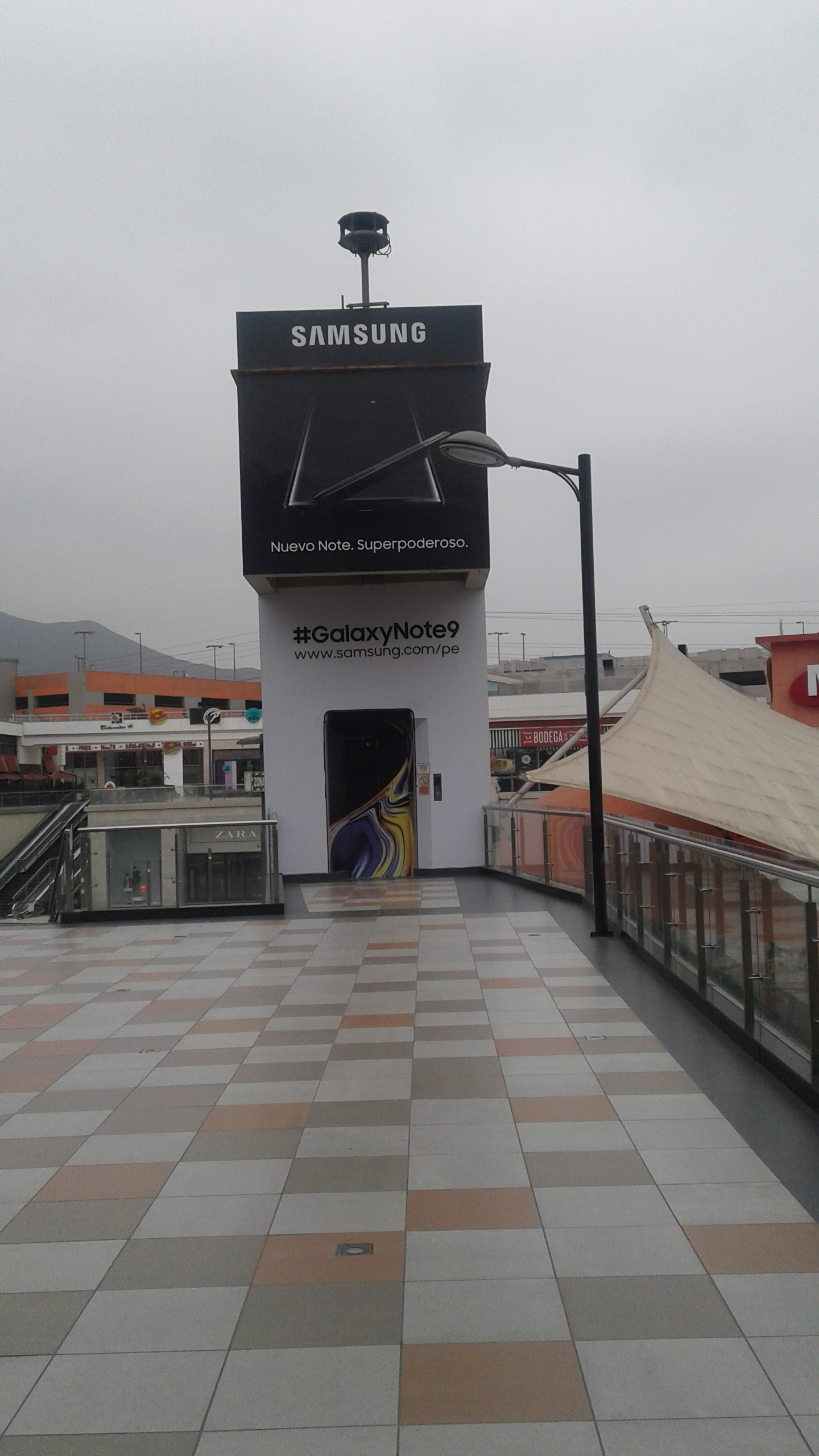
Immagine Pubblicitaria in un ascensore

## Caratteristiche tecniche

### Hardware
Le specifiche del Galaxy Note 9 sono molto simili a quelle del Galaxy S9. Il Note 9 è infatti dotato di un chipset Exynos 9810 in Europa o di uno Snapdragon 845 in Cina e America. Il display, denominato "Infinity Display" in quanto ha cornici molto ridotte, ha una diagonale di 6.4" dotato di tecnologia SuperAMOLED con supporto HDR10 e con risoluzione di 2960 × 1440 pixel con 516 ppi (pixel per pollice). Sia lo schermo che il pannello posteriore sono protetti da un vetro Gorilla Glass 5.
Il comparto fotografico prevede una doppia fotocamera posteriore con entrambi i sensori da 12 megapixel, di cui uno con doppia apertura f/1.5 ed f/2.4. C'è un doppio flash LED, zoom ottico fino a 2x e zoom digitale sino a 10x. La registrazione dei video può essere eseguita massimo in 4k a 60 fps. La fotocamera anteriore è un sensore da 8 megapixel con apertura f/1.7 e angolo di 80 gradi.
La memoria interna è disponibile in tagli da 128 GB e 512 GB, espandibile fino a 1 TB con una microSD da 512 GB, mentre la memoria RAM è una LDDPR4X da rispettivamente 6/8 GB.
Il Note 9 ha un sensore per il riconoscimento delle impronte digitali posto al di sotto delle fotocamere e un sensore per il riconoscimento dell'iride posto frontalmente.
La batteria, da 4000 mAh, è notevolmente più grande rispetto ai precedenti Samsung Galaxy; è il 15% più grande rispetto al Samsung Galaxy Note 8, suo predecessore, che possedeva una batteria da 3300 mAh, a causa del timore di un possibile incidente, dopo i disastrosi risultati del Galaxy Note 7.
Il Galaxy Note 9 viene fornito con un programma software di Intelligenza Artificiale che rileva difetti nelle immagini scattate, oltre ad ottimizzarle in base alla scena. Il Galaxy Note 9 è dotato di una varietà di modalità fotocamera e dell'effetto bokeh su ciascun fronte e retro. C'è AR Emoji insieme a diversi adesivi live, la modalità Pro della fotocamera che offre un maggiore controllo e il super slow motion a 960 fps al secondo..

### S-Pen
La S Pen del Note 9 è dotata di Bluetooth, pesa 2,8 grammi ed ha una batteria interna che in 40 secondi di ricarica, nello slot apposito presente nello smartphone, riesce ad offrire un'autonomia di circa 40 minuti. La punta ha un diametro di 0,7 millimetri e può applicare fino a 4096 livelli di pressione. Inoltre, presenta un tasto fisico, che serve a gestire i contenuti multimediali sullo smartphone.
Sia il Note 9 che la S Pen sono certificati con il livello di protezione massimo contro acqua e polvere IP68.

### Software
Il Galaxy Note 9 arriva equipaggiato con Android 8.1 Oreo personalizzato con l'interfaccia Samsung Experience nella versione 9.5, di cui fanno parte anche l'assistente vocale Bixby e l'AOD (Always-On Display).
Ad inizio 2019 viene aggiornato ad Android 9 con la nuova interfaccia One UI 1.0.
Tra gli ultimi giorni del 2019 e l'inizio del 2020 riceve Android 10 con la One UI in versione 2.0, poi aggiornata alla versione 2.1 ed infine alla 2.5.